# The Silencers
The Silencers (Brasil: O Agente Secreto Matt Helm ) é um filme estadunidense de 1966, dos gêneros aventura e espionagem, dirigido por Phil Karlson, roteirizado por Oscar Saul baseado nos livros The Silencers e Death of a Citizen de Donald Hamilton, música de Elmer Bernstein.

## Sinopse
Matt Helm  agente secreto americano tem que salvar o sistema de mísseis nucleares americanos dos ataques de uma poderosa organização criminal.

## Elenco
- Dean Martin ....... Matt Helm
- Stella Stevens ....... Gail Hendricks
- Daliah Lavi .......  Tina
- Victor Buono ....... Tung-Tze
- Arthur O'Connell ....... Joe Wigman
- Robert Webber .......  Sam Gunther
- James Gregory .......  MacDonald
- Nancy Kovack .......  Barbara
- Roger C. Carmel .......  Andreyev
- Cyd Charisse .......  Sarita
- Beverly Adams ....... Lovey Kravezit
- Richard Devon ....... Domino
- David Bond .......  Dr. Naldi
- John Reach ....... Traynor
- Robert Phillips